# Puneeth Rajkumar
Puneeth Rajkumar (ur. 17 marca 1975 w Madrasie, zm. 21 października 2021 w Bengaluru) – indyjski aktor filmowy.

## Wybrana filmografia
- 1981: Bhagyavantha jako Krishna
- 2002: Appu jako Appu
- 2003: Abhi jako Abhimanyu
- 2004: Maurya jako
- 2006: Ajay jako Ajay
- 2007: Milana jako Akash
- 2008: Bindaas jako Shivu
- 2009: Raam jako Raam
- 2010: Prithvi jako Prithvi Kumar
- 2010: Jackie jako Janakirama "Jackie"
- 2011: Hudugaru jako Prabhu
- 2011: Paramathma jako Paramathma
- 2012: Anna Bond jako Bond Ravi "Anna Bond"
- 2012: Yaare Koogadali jako Kumara
- 2014: Ninnindale jako Vicky Ventakesh
- 2015: Mythri jako samego siebie
- 2015: Rana Vikrama jako Vikram Kumar
- 2016: Chakravyuha jako Lohith
- 2016: Doddmane Hudga jako Surya
- 2017: Raajakumara jako Siddharth "Appu"
- 2017: Anjani Putra jako Viraj
- 2019: Natasaarvabhowma jako Gagan Dixit
- 2019: Yuvaratna